# Новица Живковић
Новица Живковић (Пирот, 15. јануар 1915 — Ниш, 4. јануар 2002) био је историчар књижевности, сакупљач народних умотворина из пиротског краја, лексикограф, педагог и директор Пиротске гимназије, Учитељске школе у Пироту и Гимназије „Бора Станковић“ у Нишу.

## Биографија
Завршио је Учитељску школу у Пироту, потом као учитељ службовао у селима кривопаланачког, јабланичког, лужничког и белопаланачког среза до почетка Другог светског рата, када је мобилисан. Више од три године провео је у заробљеничким логорима у Италији. Тамо је научио италијански језик. После рата службује као учитељ у Димитровграду и паралелно завршава Вишу педагошку школу и Филозофски факултет у Београду. До 1952. је наставник основне школе, а затим професор и директор Гимназије у Димитровграду. Био је професор Учитељске школе у Пироту (1952 – 1958), директор Гимназије у Пироту (1958 – 1962) и директор Учитељске школе (1962 – 1964). Од 1965. је професор српског језика и књижевности у Гимназији „Стеван Сремац“ у Нишу, а затим, од 1969. до пензионисања 1977, директор Гимназије „Бора Станковић“ .
Био је сарадник Просветно-педагошког завода у Нишу, члан Републичке комисије за израду наставних програма за српскохрватски језик и југословенску књижевност за средње школе у настави на језицима народности, те члан Председништва Заједнице гимназија СР Србије, а године 1989. именован је за члана Просветног савета СР Србије.
Био је први позоришни критичар у Пироту, објављујући текстове о позоришним представама на страницама листа „Слобода“, дугогодишњи је члан редакције овог листа и доцније „Пиротског зборника“. Покренуо је и уређивао лист за најмлађе „Глас најмлађих“ (1958 – 1962). Бавио се истраживањем и проучавањем културне баштине Пирота и околине, посебно лирских песма пиротског краја, као и лексике пиротског говора. Писао је о проблемима у школству, образовању и култури. Преводио је с бугарског језика на српски.

## Дела
- Речи у камену, текстови са надгробних споменика у пиротском крају, Пирот, 1964;
- Ој девојче, народна љубавна лирика пиротског краја (избор), Слобода, Пирот, 1968;
- Речник пиротског говора, Музеј Понишавља, Пирот, 1987;
- Гора бршљанова, антологија народних песма пиротског краја, Музеј Понишавља, Пирот, 1998;
- Говор Пирота, рукопис о лингвистичким карактеристикама пиротског говора, рецензиран од стране проф. др Недељка Богдановића, чека објављивање у Музеју Понишавља.